# Université Lakehead
Pour les articles homonymes, voir Lakehead.
L'Université Lakehead (en anglais : Lakehead University) est une université canadienne située à Thunder Bay et Orillia (Ontario), au Canada.
L'Université Lakehead, abrégée en «Lakehead U» ou «LU», est non confessionnelle et bénéficie du soutien de la province. Il a des programmes de premier cycle, des programmes d'études supérieures, la faculté de droit Bora Laskin (en), la seule école de commerce agréée internationalement (AACSB) du nord de l'Ontario et le campus ouest de l'école de médecine du nord de l'Ontario.
Lakehead compte plus de 45 000 anciens élèves. Le campus principal de Thunder Bay compte environ 7 900 étudiants. En septembre 2006, un nouveau campus permanent à Orillia, situé à environ 150 kilomètres au nord de Toronto, comptait environ 1 400 étudiants

## Histoire
L'Université Lakehead a été créée à partir de l'Institut technique Lakehead et du Collège des arts, des sciences et de la technologie de Lakehead. , par un décret de la province de l'Ontario. Les cours ont commencé en janvier 1948, dans des locaux loués provisoirement au centre-ville de Port Arthur. En septembre de la même année, les premiers cours universitaires ont été ajoutés au programme.
Le Collège des arts, des sciences et de la technologie de Lakehead a été créé en 1957 par une loi de l’Assemblée législative de l’Ontario. et accorder des diplômes en arts et en sciences. La Loi de 1965 sur l’Université Lakehead a reçu la sanction royale le 22 juin 1965 et est entrée en vigueur en juillet 1965. Le Collège des arts, sciences et technologie de Lakehead Université, a été poursuivi sous cette nouvelle charte. Les premiers diplômes ont été conférés le 5 mai 1965. Le premier chancelier universitaire était le sénateur Norman McLeod Paterson.

### Personnalités de l’université
- Mason Ainsworth - Conseiller municipal d’Orillia - À 22 ans, Mason Ainsworth, étudiant de quatrième année en commerce, a été élu au conseil municipal d’Orillia en 2014
- Steve Ashton - Ministre de l'intendance de l'eau / député provincial Thompson, gouvernement du Manitoba
- Jan Cameron, nageur et entraîneur australien
- Ronald J. Duhamel – Former Member of Parliament, Senator
- Jim Foulds - ancien député de l'Ontario
- Bruce Hyer - Ancien député - Thunder Bay Superior North
- Jim Lalonde – Research Director, Codexis
- Stephen Low - Cinéaste IMAX, réalisateur
- Lyn McLeod - Homme politique canadien, ancien ministre
- Arnold Park - Président et chef de la direction, McCain Foods (Canada) (retraité)
- Gary Polonsky - président fondateur et vice-chancelier, Institut de technologie de l'Université de l'Ontario
- Michael Rapino - Live Nation Entertainment - PDG (société mère de Ticketmaster)
- Diane Schoemperlen - romancière
- Jamie Sokalsky - Président et chef de la direction Barrick Gold
- Denis Turcotte - Président et chef de la direction, Algoma Steel
- Dolores Wawia - récipiendaire de l’Ordre de l’Ontario (2015)

## Relations internationales
L'université est membre de l’Université de l'Arctique. UArctic est un réseau international d’universités, d’instituts de recherche et d’organisations ayant pour but de promouvoir, coordonner et soutenir la recherche ainsi que l’éducation en régions arctiques.